# Finstown
Finstown es una localidad situada en isla Mainland en el concejo de Islas Orcadas, en Escocia (Reino Unido), con una población estimada a mediados de 2019 de 520 habitantes. Se encuentra a 10 km de Kirkwall. Maeshowe está cerca. Anteriormente se llamaba Toon o’ Firth.